# Monumento a las víctimas del incendio de la discoteca Divine
El monumento a las víctimas del incendio de la discoteca Divine es una placa conmemorativa instalada en la ciudad chilena de Valparaíso para recordar el incendio de Divine, una discoteca LGBT que sufrió un incendio el 4 de septiembre de 1993 y en el que fallecieron 16 personas.
Es el primer monumento conmemorativo LGBT instalado en Chile, así como el sexto instalado en el mundo, después de los construidos en Montevideo, Ámsterdam, Nueva York, San Francisco y Berlín.

## Historia
Durante 2005 el Movimiento de Integración y Liberación Homosexual (Movilh) gestionó con la Municipalidad de Valparaíso la instalación de una placa que recordara a las 16 víctimas del incendio de la discoteca Divine.
La placa conmemorativa, de 85 x 65 cm y hecha en granito, posee la siguiente inscripción:

El fuego encendió nuestro espíritu
4-9-1993

- Andrés Agüero B.
- Carlos Araya G.
- Hugo Beltrán A.
- Tomás Osorio M.
- Julián Domínguez E.
- Mauricio Herran S.
- Oscar Holz R.
- Francisco Llantén T.
- Gabriel Martínez M.
- Luis Quiroz B.
- Sergio Requena C.
- Hans San Martín P.
- Víctor Santander I.
- Juan Tapia M.
- Jorge Valverde C.
- Patricio Vásquez P.

En memoria de las víctimas de la discoteca gay Divine
4-9-2005 Movilh

La frase que encabeza la placa («El fuego encendió nuestro espíritu») fue creada por el escritor Pablo Simonetti. La inauguración del monumento se realizó el 4 de septiembre de 2005, al conmemorarse el decimosegundo aniversario del incendio de la discoteca Divine, en un acto animado por la transformista Paulette Favres y al que asistieron el alcalde de Valparaíso, Aldo Cornejo, y la diputada Laura Soto, además de representantes de TravesNavia, Afirmación Chile y el Grupo Diversidad de Amnistía Internacional. La placa fue instalada en la acera de calle Chacabuco 2683, frente al lugar donde se encontraba Divine, y la noche anterior a la inauguración las agrupaciones Sindicato Afrodita y Sidacción realizaron una velatón para recordar la tragedia.
En años posteriores la placa ha servido como punto de encuentro para conmemoraciones LGBT en Valparaíso, como por ejemplo la realizada por el Movilh el 4 de septiembre de 2018, al cumplirse 25 años del incendio de la discoteca Divine.
En 2023, al conmemorarse 30 años del incendio de la discoteca Divine, el Consejo de Monumentos Nacionales de Chile certificó que la placa se encuentra catalogada como Monumento Nacional en la categoría de «Monumento Público», estando bajo la protección de la Ley 17.288 y que la mantención de dicha placa corresponde a la Municipalidad de Valparaíso.